# Wolfram von Eschenbach
Wolfram von Eschenbach (n. cca. 1160 Eschenbach – d. după 1220) a fost un cavaler și poet medieval german, unul din inițiatorii romanului cavaleresc.

## Biografie
Wolfram von Eschenbach s-a născut după  1160, posibil 1170/75, în Eschenbach (în prezent Wolframs-Eschenbach, din Franconia Mijlocie, landul Bavaria, Germania), nu departe de orașul Ansbach).
Își câștiga existența ca menestrel.
Nu se cunoaște mandantul pentru care a scris principala sa operă, Parzival, care cuprinde circa 25000 de versuri, și care i-a servit ulterior lui Richard Wagner ca sursă de inspirație pentru opera sa Parsifal.
Sunt documentate relațiile sale cu contele (Graf) von Wertheim, cu nobili din Steiermark și cu Freiherr von Dürne, din Cetatea Wildenburg. Cel mai mare mecena al său a fost Hermann von Thüringen, la a cărui curte a compus lucrarea Willehalm și unde este foarte probabil să-l fi întâlnit și pe Walther von der Vogelweide.
După moartea lui Hermann, în 1217, nu mai există documente în care să fie menționat Wolfram. Se presupune că ar fi decedat după 1220, posibil în Eschenbach.

## Opera
În literatura germană medie de sus, s-au păstrat numeroase cântece de iubire, cât și trei opere epice scrise de Eschenbach.
- Parzival (aproximativ 1200/1210)
- Willehalm (aproximativ 1212/1217)
- Titurel (după 1217)
- Lieder